# Barack Obama, Sr.
Pour les articles homonymes, voir Obama (homonymie).
Cet article concerne l'économiste kényan, père de l'ancien président américain. Pour son fils, voir Barack Obama.
Barack Hussein Obama, né le 18 juin 1934 et mort d'un accident de la route le 24 novembre 1982, est un économiste travaillant pour le ministère des Finances kényan. Il est le père du 44e président des États-Unis, Barack Obama, qui en a fait le héros de Dreams from My Father, traduit en français par Danièle Darneau sous le titre de Les Rêves de mon père.

## Biographie

### Jeunes années
Barack Obama Sr. nait, en 1936, dans le village de Kanyadhiang’ Karachuonyo (près de Kendu Bay), dans le district de Rachuonyo sur les bords du golfe de Winam, au Kenya, qui était à l'époque une colonie de l'Empire britannique. Cependant, son père ayant dû quitter la région de Kendu Bay, il grandit dans le village de ses ancêtres paternels (Nyang’oma Kogelo dans le district de Siaya) où il est, par ailleurs, enterré selon la tradition des Luo.
Il est le fils de Onyango, Hussein Obama (1895-1979) et de sa seconde épouse Akumu. Après le départ d'Akumu en 1945, c'est sa troisième épouse, Sarah Ogwel, qui va élever Barack Obama Sr. et sa sœur aînée, Sarah. C'est cette troisième épouse que Barack Obama Jr. considère comme sa grand-mère (Granny comme il la nomme affectueusement et dani Sarah comme les Luo l'appellent).
La famille Obama est originaire du groupe ethnique des Luo (présents au Kenya, en Tanzanie, en Ouganda et au Soudan). Obama Sr. est né dans une famille chrétienne, bien que son père se convertit, plus tard, à l'islam et adopte le prénom de Hussein.
En 1954, Obama Sr. épouse, selon le rite traditionnel des Luo, Kezia, âgée de seize ans, avec qui il a quatre enfants (avant 1961 : Abongo (Roy) et Auma ; après 1961 : Abo et Bernard). Kezia vit actuellement en Grande-Bretagne.

### Éducation
Né à proximité de Kendu Bay, Obama Sr. intègre la Gendia Primary School, puis la Ng'iya Intermediate School lorsque sa famille déménage pour le district de Siaya. De 1950 à 1953, Obama Sr. étudie à la Maseno National School, une école réservée aux chrétiens, dans la ville de Maseno, et tenue par l'Église anglicane du Kenya. Son directeur, B.L. Bowers, décrit Obama Sr. comme une personne « très intelligente, attentive, de confiance et amicale. Il était concentré durant les cours, digne de confiance et aimant faire la fête. »
Obama Sr. obtient un diplôme en sciences économiques en suivant un programme d'éducation organisé par le leader nationaliste kenyan Tom Mboya. Le programme, appelé Students Airlifts Programme, permettait d'offrir des possibilités d'études aux États-Unis pour les étudiants kényans. En 1959, le jeune Barack Obama Sr. obtient l'un de ces « tickets » pour les États-Unis,,.
À l'âge de 23 ans, Obama Sr. intègre l'université d'Hawaï à Mānoa, laissant derrière lui sa femme enceinte Kezia et leur premier fils en bas âge. Il se détourne alors de toute religion et devient athée.
Le 2 février 1961, Obama Sr. se marie avec une étudiante, Ann Dunham à Maui sur l'île d'Hawaii. Le seul enfant d'Obama Sr. et d'Ann Dunham, né le 4 août 1961, est le 44e Président des États-Unis d'Amérique Barack Obama II. Ann Dunham arrête alors ses études pour s'occuper du bébé, tandis qu'Obama Sr. réussit, en août 1963, ses examens d'entrée à l'université Harvard au Massachusetts. Incapable de subvenir aux besoins de son épouse et de son fils, le divorce est prononcé en janvier 1964. En 1965, il est diplômé en économie.

### Retour au Kenya
Lors de son retour au Kenya, Obama Sr. est embauché par une compagnie pétrolière puis travaille comme économiste au ministère des Transports et, quelque temps après, devient économiste expert pour le ministère des Finances kényan.
Il fonde une nouvelle famille avec Ruth Nidesand (une Américaine) d'abord, et avec Jael Otieno (une Kényane luo) ensuite.
En 1965, Obama Sr. rédige un écrit intitulé Problems Facing Our Socialism, publié dans le Journal Est-Africa, critiquant à demi-mot la politique nationale mise en place par l'African Socialism and Its Applicability to Planning in Kenya qui fut produite par le ministère du Planning et du Développement Économique de Tom Mboya. Dans Les rêves de mon père, le président des États-Unis d'Amérique décrit comment le conflit entre Jomo Kenyatta et son père détruit la carrière de ce dernier. Limogé, boycotté, il sombre dans la misère et l'alcoolisme avant d'être tué, à Nairobi, dans un accident de voiture le 24 novembre 1982, à l'âge de 46 ans.
Obama Sr. est enterré dans le village de Nyang’oma Kogelo, dans le district de Siaya, au Kenya. Ses funérailles sont faites en présence des ministres kényans Robert Ouko, Oloo Aringo, et d'autres personnalités politiques de premier plan.